# Slagsta holme

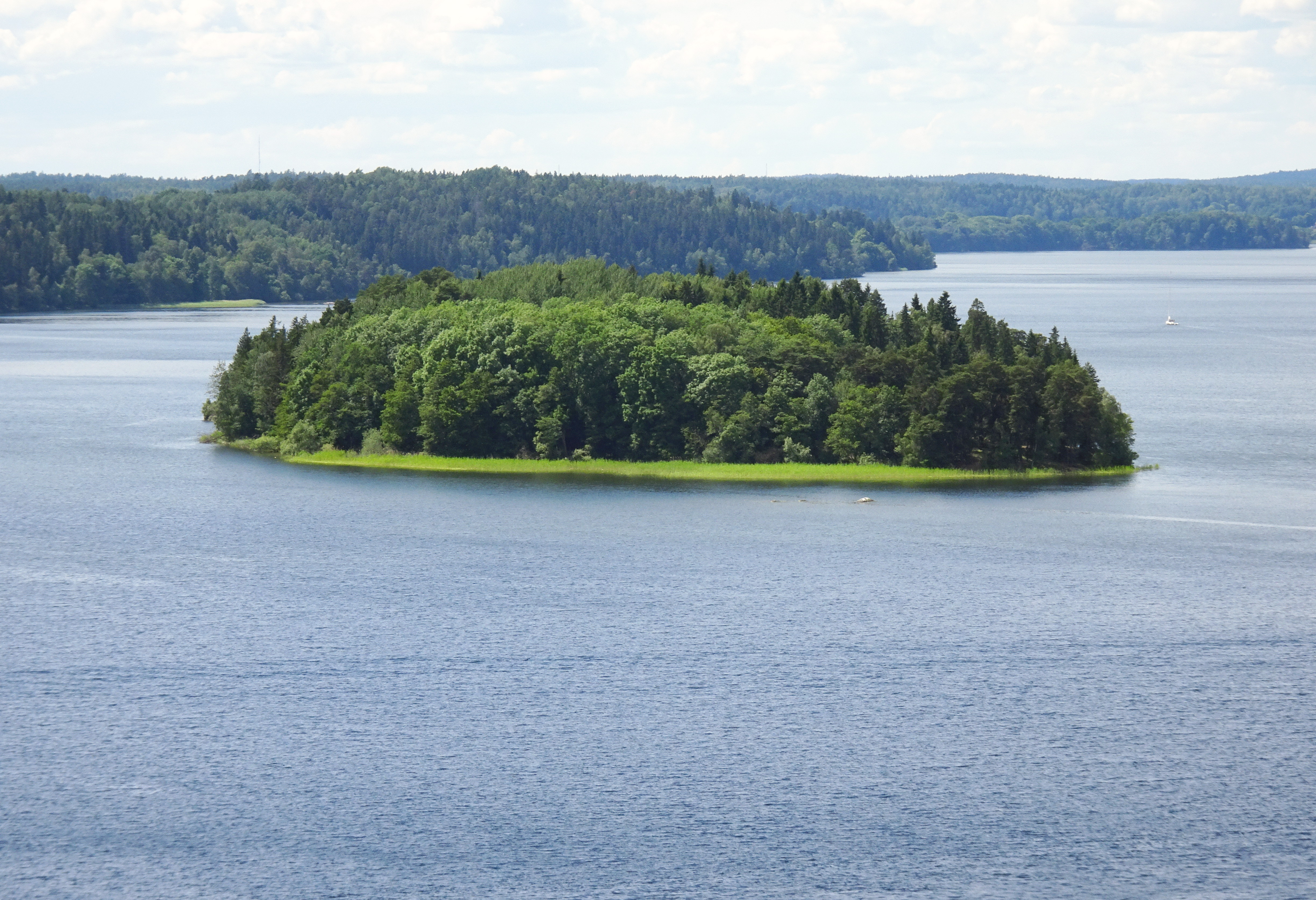
Slagsta holme, vy mot väster, 2016.

Slagsta holme är en ö i Mälaren mellan Slagsta och Ekerö. Den tillhör Botkyrka kommun och avgränsar Rödstensfjärden från Vårbyfjärden. Holmen har fungerat som klubbholme för Stockholms Segelsällskap och Västermalms Båtklubb. På Holmen finns dansbana med tak och ett klubbhus. 2019 arrenderades ön av Föreningen Slagsta Holme som ämnar rusta upp de delvis förfallna bryggorna och byggnaderna.